# Powiat pilzneński
Powiat pilzneński – polski powiat istniejący istniejący w latach 1918–1932 na terenie obecnego województwa podkarpackiego. Od 1921 roku do momentu zniesienia należał do województwa krakowskiego II Rzeczypospolitej. Jego ośrodkiem administracyjnym było Pilzno.
Powiat był kontynuacją galicyjskiego powiatu pilzneńskiego. Powiat pilzneński 23 grudnia 1920 roku wszedł jako jeden z 24 powiatów w skład nowo utworzonego woj. krakowskiego.
31 grudnia 1925 zniesiono gminy Dulczówka i Pilznionek, włączając je do miasta Pilzna.
1 kwietnia 1932 został zniesiony, a jego obszar został włączony do powiatów ropczyckiego i jasielskiego.
Do powiatu ropczyckiego włączono:
- Bielowy, Borowa, Chotowa, Czarna, Dobrków, Dzwonowa, Gębiczyna, Głobikowa, Głowaczowa, Gołęczyna, Gorzejowa, Jastrząbka Stara, Jawornik, Jaworze Dolne, Jaworze Górne, Jaźwiny, Lipiny, Lubcza, Łęki Dolne, Łęki Górne, Machowa, Mokre, Mokrzec, Parkosz, Pilzno (m), Połomyja, Przeryty Bór, Róża, Słotowa, Strzegocice, Wiewiórka, Wola Lubecka, Zagórze, Zassów, Zdziary i Zwiernik.
- 23 lipca 1934 gminy Dzwonowa, Gorzejowa, Lubcza, Wola Lubecka i Zagórze przeniesiono z powiatu ropczyckiego do powiatu jasielskiego[4].

Do powiatu jasielskiego włączono:
- Bączałka, Błażkowa, Brzostek (m), Bukowa, Dęborzyn, Dębowa, Głobikówka, Grudna Dolna, Grudna Górna, Januszkowice, Jodłowa, Kamienica Dolna, Kamienica Górna, Klecie, Nawsie Brzosteckie, Opacionka, Przeczyca, Siedliska Bogusz, Skurowa, Smarzowa, Wola Brzostecka i Zawadka.

## Starostowie
- Ludwik Freindl (-1923)[5]
- Bolesław Skwarczyński (kierownik, 1923-)

## Powiat historyczny
Powiat pilzneński istniał takze od połowy XV w. do 1772 roku na terenie województwa sandomierskiego za czasów I Rzeczypospolitej. Ośrodkami administracyjnymi były początkowo Tarnów i Pilzno, a potem od 1510 roku tylko to drugie miasto.